# حزقيال مانويل رودريغيز
حزقيال مانويل رودريغيز (بالإسبانية: Juan Manuel Rodríguez López)‏ هو كاتب إسباني وإكوادوري، ولد في 1945.